# Olympische Sommerspiele 1972/Gewichtheben – Bantamgewicht (Männer)
Das Gewichtheben im Bantamgewicht bei den Olympischen Sommerspielen 1972 in München wurde am 28. August in der Gewichtheberhalle auf dem Messegelände Theresienhöhe ausgetragen.
Der Wettkampf galt gleichzeitig als Weltmeisterschaft. Somit wurden in den jeweiligen Teildisziplinen auch Weltmeisterschaftsmedaillen vergeben.

## Wettkampfformat
Die Athleten traten im sogenannten Dreikampf gegeneinander an. Dieser bestand aus den Disziplinen Drücken, Reißen und Stoßen. Jeder Athlet hatte für jede der drei Disziplinen drei Versuche, der beste Versuch einer jeden Disziplin wurde gewertet und mit den anderen addiert. Sieger war der Athlet, welcher hieraus das meiste Gesamtgewicht vorweisen konnte.

## Neue Rekorde
Folgende neue Rekorde wurden während des Wettkampfes aufgestellt:
| Weltrekord         | Dreikampf | Imre Földi ( Ungarn)     | 377,5 kg |
| Olympischer Rekord | Drücken   | Imre Földi ( Ungarn)     | 127,5 kg |
| Olympischer Rekord | Drücken   | Mohammad Nassiri ( Iran) | 127,5 kg |

## Ergebnisse
| Rang | Athlet                     | Nation                   | Kgw.  | Drücken (kg) | Drücken (kg) | Drücken (kg) | Drücken (kg) | Reißen (kg) | Reißen (kg) | Reißen (kg) | Reißen (kg) | Stoßen (kg) | Stoßen (kg) | Stoßen (kg) | Stoßen (kg) | Gesamt (kg) |
| Rang | Athlet                     | Nation                   | Kgw.  | 1            | 2            | 3            | Erg.         | 1           | 2           | 3           | Erg.        | 1           | 2           | 3           | Erg.        | Gesamt (kg) |
| ---- | -------------------------- | ------------------------ | ----- | ------------ | ------------ | ------------ | ------------ | ----------- | ----------- | ----------- | ----------- | ----------- | ----------- | ----------- | ----------- | ----------- |
| 1    | Imre Földi                 | Ungarn                   | 55,70 | 120,0        | 127,5        | 127,5        | 127,5 OR     | 102,5       | 107,5       | 110,0       | 107,5       | 137,5       | 142,5       | 142,5       | 142,5       | 377,5 WR    |
| 2    | Mohammad Nassiri           | Iran                     | 55,90 | 120,0        | 125,0        | 127,5        | 127,5 OR     | 100,0       | 105,0       | 105,0       | 100,0       | 142,5       | 152,5       | 152,5       | 142,5       | 370,0       |
| 3    | Gennadi Tschetin           | Sowjetunion              | 55,65 | 115,0        | 120,0        | 120,0        | 120,0        | 100,0       | 105,0       | 107,5       | 107,5       | 140,0       | 150,0       | 150,0       | 140,0       | 367,5       |
| 4    | Henryk Trębicki            | Polen                    | 55,70 | 117,5        | 117,5        | 122,5        | 122,5        | 102,5       | 107,5       | 107,5       | 107,5       | 135,0       | 140,0       | 140,0       | 135,0       | 365,0       |
| 5    | Atanas Kirow               | Bulgarien                | 55,70 | 112,5        | 117,5        | 120,0        | 117,5        | 97,5        | 102,5       | 105,0       | 105,0       | 135,0       | 140,0       | 145,0       | 140,0       | 362,5       |
| 6    | George Vasiliades          | Australien               | 55,60 | 110,0        | 115,0        | 120,0        | 115,0        | 97,5        | 102,5       | 102,5       | 102,5       | 132,5       | 137,5       | 137,5       | 137,5       | 355,0       |
| 7    | Hiroshi Ono                | Japan                    | 55,85 | 105,0        | 110,0        | 115,0        | 115,0        | 105,0       | 105,0       | 105,0       | 105,0       | 130,0       | 135,0       | 140,0       | 135,0       | 355,0       |
| 8    | Georgi Todorow             | Bulgarien                | 55,80 | 110,0        | 115,0        | 115,0        | 110,0        | 100,0       | 105,0       | 105,0       | 100,0       | 132,5       | 140,0       | 147,5       | 140,0       | 350,0       |
| 9    | Precious McKenzie          | Großbritannien           | 55,20 | 110,0        | 115,0        | 117,5        | 115,0        | 92,5        | 97,5        | 100,0       | 97,5        | 125,0       | 130,0       | 132,5       | 130,0       | 342,5       |
| 10   | Koji Miki                  | Japan                    | 55,80 | 100,0        | 105,0        | 105,0        | 105,0        | 107,5       | 112,5       | 115,0       | 112,5       | 120,0       | 125,0       | 130,0       | 125,0       | 342,5       |
| 11   | Victor Rusu                | Rumänien                 | 55,80 | 105,0        | 105,0        | 110,0        | 105,0        | 90,0        | 95,0        | 95,0        | 95,0        | 127,5       | 132,5       | 132,5       | 132,5       | 332,5       |
| 12   | Ze'ev Friedman             | Israel                   | 55,80 | 97,5         | 97,5         | 102,5        | 102,5        | 97,5        | 97,5        | 102,5       | 102,5       | 120,0       | 125,0       | 130,0       | 125,0       | 330,0       |
| 13   | Fernando Báez              | Puerto Rico              | 55,90 | 110,0        | 110,0        | 120,0        | 120,0        | 85,0        | 92,5        | 92,5        | 85,0        | 122,5       | 122,5       | 127,5       | 122,5       | 327,0       |
| 14   | Miguel Angel Medina        | Mexiko                   | 55,95 | 112,5        | 112,5        | 112,5        | 112,5        | 92,5        | 92,5        | 97,5        | 97,5        | 110,0       | 115,0       | 115,0       | 115,0       | 325,0       |
| 15   | Zulyn Dalkhjav             | Mongolei                 | 55,75 | 115,0        | 115,0        | 115,0        | 115,0        | 82,5        | 87,5        | 90,0        | 87,5        | 120,0       | 125,0       | 125,0       | 120,0       | 322,5       |
| 16   | Gaetano Tosto              | Italien                  | 55,80 | 100,0        | 100,0        | 105,0        | 100,0        | 95,0        | 95,0        | 100,0       | 95,0        | 125,0       | 130,0       | 130,0       | 125,0       | 320,0       |
| 17   | Siyannyambuugiin Dorjkhand | Mongolei                 | 55,85 | 105,0        | 105,0        | 105,0        | 105,0        | 92,5        | 92,5        | 97,5        | 92,5        | 115,0       | 120,0       | 122,5       | 115,0       | 312,5       |
| 18   | Arturo del Rosario         | Philippinen              | 55,80 | 92,5         | 97,5         | 97,5         | 92,5         | 87,5        | 87,5        | 92,5        | 87,5        | 122,5       | 132,5       | 132,5       | 122,5       | 302,5       |
| 19   | Roberto Lindeborg          | Niederländische Antillen | 55,80 | 100,0        | 105,0        | 105,0        | 100,0        | 85,0        | 90,0        | 92,5        | 85,0        | 110,0       | 115,0       | 115,0       | 115,0       | 300,0       |
| 20   | Samson Sabit Wanni         | Sudan                    | 56,00 | 100,0        | 105,0        | 107,5        | 107,5        | 75,0        | 80,0        | 80,0        | 75,0        | 105,0       | 105,0       | 110,0       | 110,0       | 292,5       |
| 21   | Raúl Diniz                 | Portugal                 | 55,30 | 85,0         | 85,0         | 98,0         | 95,0         | 70,0        | 77,5        | 82,5        | 77,5        | 105,0       | 112,5       | 117,5       | 112,5       | 285,0       |
|      | Grzegorz Cziura            | Polen                    | 55,25 | 115,0        | 120,0        | 125,0        | 120,0        | 102,5       | 102,5       | 102,5       | 102,5       | 137,5       | 137,5       | 137,5       | NVL         | DNF         |
|      | Anthony Phillips           | Barbados                 | 55,85 | 97,5         | 97,5         | 97,5         | NVL          |             |             |             |             |             |             |             |             | DNF         |
|      | Jesús Conde                | Mexiko                   | 55,95 | 112,5        | 112,5        | 112,5        | NVL          |             |             |             |             |             |             |             |             | DNF         |